# Panilla poliochroa
Panilla poliochroa är en fjärilsart som beskrevs av George Francis Hampson 1914. Panilla poliochroa ingår i släktet Panilla och familjen nattflyn. Inga underarter finns listade i Catalogue of Life.